# Prag 11
Prag 11 ist ein Verwaltungsbezirk sowie ein Stadtteil der tschechischen Hauptstadt Prag. Der Verwaltungsbezirk liegt am südlichen Rand der Stadt.

## Struktur
Der Verwaltungsbezirk Prag 11 umfasst die vier Stadtteile Prag 11, Křeslice, Šeberov und Újezd u Průhonic.
Der Stadtteil Prag 11 wiederum umfasst die beiden Katastralgemeinden Chodov und Háje. Der Stadtteil gehört zu den am dichtest besiedelten der Stadt. Einen großen Anteil an der Fläche beider Gemeinden nimmt die Großwohnsiedlung Jižní Město („Südstadt“) ein, welche von der Autobahn D1 in zwei Teile (Jižní Město I und II) geteilt wird. Das Gebiet ist durch vier Stationen der Metrolinie C (Roztyly, Chodov, Opatov und Háje) an den öffentlichen Verkehr angeschlossen. 

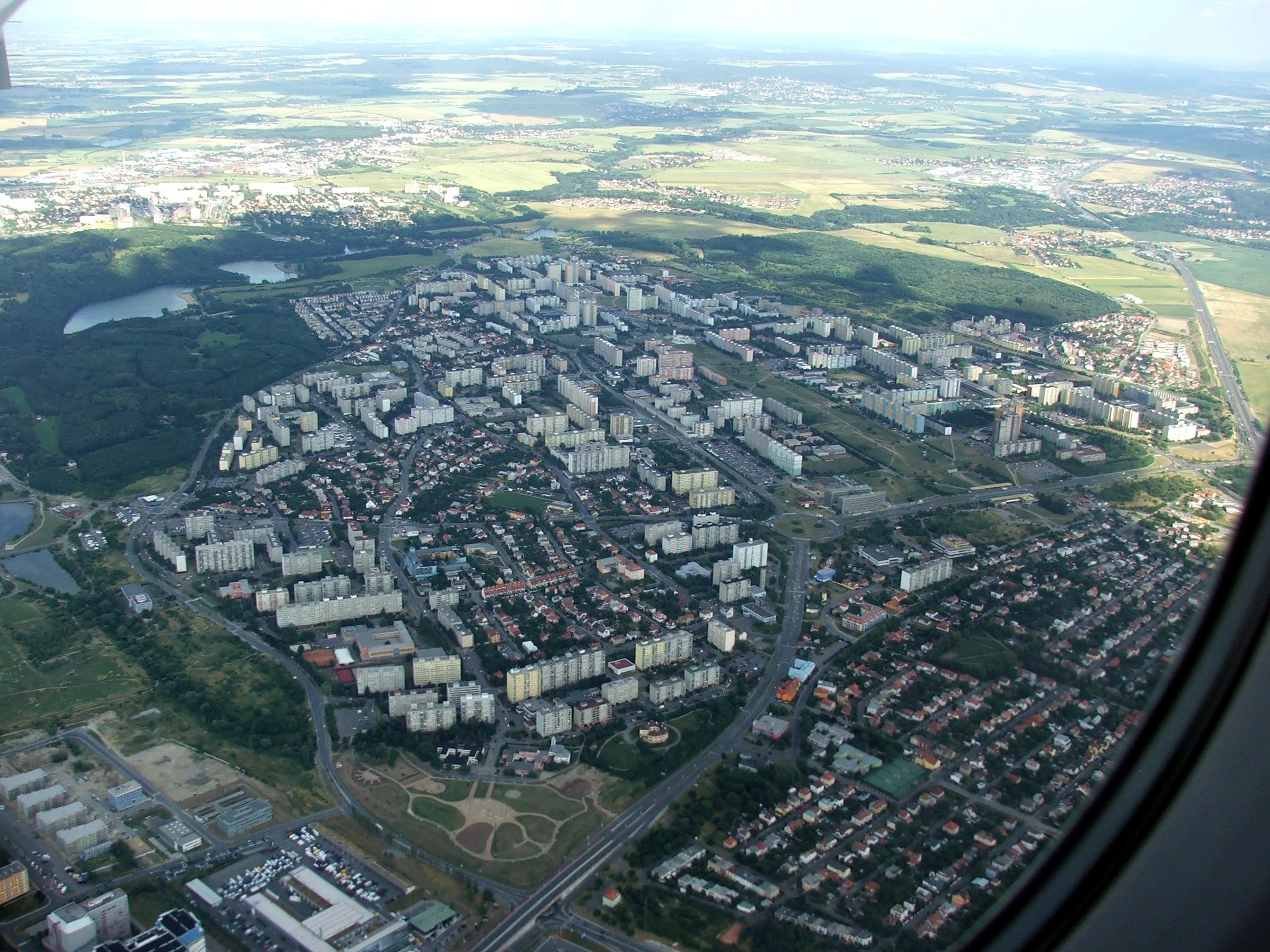
Die Großwohnsiedlung Jižní Město